# Vladimir Morozov (canoísta nascido em 1952)
Vladimir Ivanovich Morozov (em russo:  Владимир Иванович Морозов, Moscou, 19 de julho de 1952) é um ex-canoísta de velocidade russo, campeão olímpico.
Nos Jogos Olímpicos de 1976, em Montreal, integrou a equipe da União Soviética que conquistou a medalha de ouro na prova do K-4 1000 metros ao lado de Sergei Chukhray, Aleksandr Degtyarev e Yuri Filatov. Em mundiais, foi campeão do K-4 10000 m em 1977, 1978 e 1979 e segundo colocado no K-4 1000 m em 1977.